# Alan Dean Foster

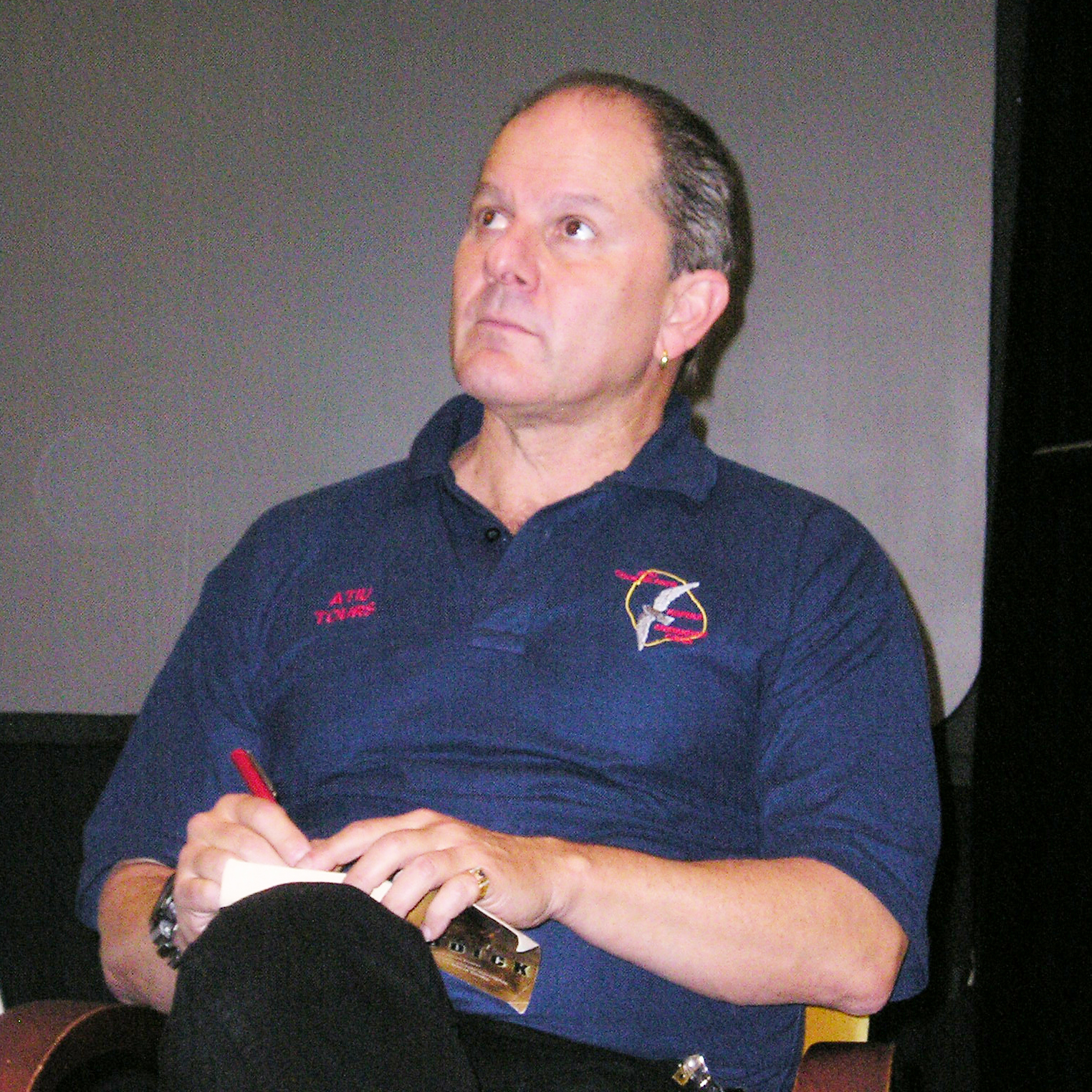
Alan Dean Foster (2007)

Alan Dean Foster (* 18. November 1946 in New York City) ist Autor von Science-Fiction- und Fantasyromanen, vor allem aber bekannt durch seine Romanfassungen bekannter Filme.

## Leben
Foster studierte an der University of California, Los Angeles (UCLA), wo er 1968 den Bachelor in Politikwissenschaft machte und 1969 mit einem Master in Filmwissenschaft abschloss. Von 1969 bis 1975 diente er in der United States Army Reserve. Von 1970 bis 1971 arbeitete er als Werbetexter, danach gab er Kurse an der UCLA und von 1972 bis 1976 am Los Angeles City College.
1975 heiratete er JoAnn Oxley. Er wohnt in Prescott, Arizona.

## Werk
Seine erste Kurzgeschichte Some Notes Concerning a Green Box veröffentlichte er 1971 in August Derleths Arkham Collector. Es folgten weitere Erzählungen, die gesammelt in With Friends Like These (1977, deutsch Meine galaktischen Freunde) erschienen. Für seine Erzählung Our Lady of the Machine (1994) wurde Foster 1995 mit dem spanischen Premio Ignotus ausgezeichnet.
Sein erster Roman The Tar-Aiym Krang erschien 1972 und legte die Grundlagen für Fosters fiktives Universum des Humanx Commonwealth (im Deutschen Homanx-Commonwealth). Diese fiktive interstellare Föderation wird dominiert von den Menschen und den Thranx, einer hochintelligenten Insektenrasse. Die Romane und Erzählungen aus dem Humanx Commonwealth sind mehr oder minder stark miteinander verknüpft, dazu gehören mehrere über ihre Protagonisten oder Schauplätze zusammenhängende Romanzyklen, deren bekanntester die Geschichten um Pip und Flinx sind. Flinx ist ein empathisch begabter junger Mann namens Philip Lynx (alias Flinx) und Pip sein eigenwilliger Begleiter, ein alaspinischer Miniaturdrache. Fosters erster wie auch sein zweiter Roman Bloodhype (1973) gehören zu den Geschichten um Pip und Flinx.
Ein weiterer, lose mit dem Humanx Commonwealth verknüpfter Zyklus ist die Trilogie um die Eissegler auf dem Planeten Tran-Ky-Ky.
Von Fosters Fantasy-Romanen am bekanntesten ist der Bannsänger-Zyklus, die Geschichte eines Jura-Studenten, der in eine Parallelwelt versetzt wird.
Mit seinem dritten Roman Luana (1974) betrat Foster das Gebiet der Romanfassungen, für die er heute vor allem bekannt ist. Der dieser ersten Adaptionsarbeit zugrundeliegende Film ist allerdings kaum bekannt, ein italienisches B-Picture über eine Art Mädchen-Tarzan, der deutsche Titel ist Luana – Der Fluch des weißen Goldes.
Das sollte sich ändern, denn im gleichen Jahr folgte mit Dark Star die Romanfassung zu John Carpenters Dark Star – Finsterer Stern, heute ein Kultfilm, damals ein kaum beachteter Erstling, immerhin konnte Foster zeigen, dass er den besonderen Anforderungen an Autoren von Romanfassungen gewachsen war. 1976 erfolgte dann der Durchbruch mit dem „Buch zum Film“ zu George Lucas’ Krieg der Sterne.
Es folgten weitere Romanfassungen zu großen Science-Fiction-Kinofilmen wie den ersten drei Alien-Filmen oder zu den Star-Trek-Filmen von J. J. Abrams. Neben Romanfassungen, darunter der ersten Romanfassung zu einem Computerspiel, schrieb Forster auch eine Reihe von Tie-ins, zum Beispiel zur Star-Trek-Reihe.
Es kann als Fosters Verdienst gelten, dem Schreiben von Romanfassungen wenigstens ein gewisses Ansehen verschafft zu haben. Dennoch sagt er:

„It’s always amusing to me, you take a book, say, To Kill a Mockingbird, throw away three quarters of it and win an Academy Award for best adapted screenplay. But if you take a screenplay and add three quarters of original material to it--which is a much, much more difficult piece of writing--well, that’s by definition ‘hackwork.’“

„Ich finde es immer wieder lustig, dass man einen Oscar für das „beste adaptierte Drehbuch“ bekommt, wenn man von einem Buch, zum Beispiel „Wer die Nachtigall stört“, drei Viertel wegschmeißt. Aber wenn man ein Drehbuch nimmt und es um das Dreifache mit Neuem erweitert – was wesentlich schwieriger ist, dann kann das nur als „Machwerk“ gelten.“

John Clute bemerkt zu Fosters Adaptionen, sie seien „sehr professionell und ohne Verachtung des Genres“ geschrieben.
Fosters Interesse für ökologische Themen, fremde Länder und Kulturen bildet sich in seinen Werken immer wieder ab, wenn Menschen mit ganz fremdartigen Welten und Umwelten und daran angepassten Kulturen konfrontiert sind, zum Beispiel mit den Walen der Wasserwelt von Cachalot, in den Bewuchsebenen der gigantischen Bäume von Midworld (deutsch „Die denkenden Wälder“) oder der arktischen Eiswelt von Tran-Ky-Ky.

## Bibliografie

### Humanx Commonwealth Universe / Homanx-Commonwealth
- Midworld (1975)

Die denkenden Wälder. Heyne, 1979, Übersetzer Heinz Nagel, ISBN 3-453-30575-2.
- Cachalot (1980)

Cachalot. Heyne, 1983, Übersetzer Heinz Nagel, ISBN 3-453-30939-1.
- Nor Crystal Tears (1982)

Auch keine Tränen aus Kristall. Heyne, 1988, Übersetzer Heinz Nagel, ISBN 3-453-31115-9.
- Voyage to the City of the Dead (1984)

Reise zur Stadt der Toten. Heyne, 1986, Übersetzer Heinz Nagel, ISBN 3-453-31306-2.
- Sentenced to Prism (1985)

Prisma. Heyne, 1989, Übersetzer Michael Kubiak, ISBN 3-453-03887-8.
- The Howling Stones (1997)
- Drowning World (2003)
- Quofum (2008)

Quofum. Bastei-Lübbe, 2011, Übersetzerin Kerstin Fricke, ISBN 3-404-20509-X.
The Founding of the Commonwealth / Der frühe Homanx-Zyklus
Thema dieser drei Romane ist die Gründung des Homanx-Commonwealth. Sie setzen thematisch die Erzählung des wesentlich früher erschienenen Nor Crystal Tears fort. Gemein ist allen, dass es sich um jeweils abgeschlossene Geschichten handelt.
- Vol. 1: Phylogenesis (1999)

Band 1: Die Außenseiter. Bastei-Lübbe, 2004, Übersetzer Ruggero Leò, ISBN 3-404-24327-7.
- Vol. 2: Dirge (2000)

Band 2: Klagelied der Sterne. Bastei-Lübbe, 2005, Übersetzer Ruggero Leò, ISBN 3-404-24333-1.
- Vol. 3: Diuturnity’s Dawn (2002)

Band 3: Das Dorn-Projekt. Bastei-Lübbe, 2005, Übersetzerin Beke Ritgen, ISBN 3-404-24340-4.
Geschichten mit Pip und Flinx
- The Tar-Aiym Krang (1972)

Das Tar-Aiym Krang Heyne, 1979, Übersetzer Heinz Nagel, ISBN 3-453-30553-1.
- Bloodhype (1973)

Vorposten des Commonwealth. Moewig, 1982, Übersetzerin Rosemarie Hundertmarck, ISBN 3-8118-3597-1.
- Orphan Star (1977)

Der Waisenstern. Heyne, 1980, Übersetzer Heinz Nagel, ISBN 3-453-30627-9.
- The End of the Matter (1977)

Der Kollapsar. Heyne, 1980, Übersetzer Heinz Nagel, ISBN 3-453-30639-2.
- For Love of Mother-Not (1983)

Flinx. Heyne, 1985, Übersetzer Heinz Nagel, ISBN 3-453-31198-1.
- Flinx in Flux (1988)

Long Tunnel. Heyne, 1990, Übersetzer Michael Kubiak, ISBN 3-453-03924-6.
- Mid-Flinx (1995)

Der grüne Tod. Bastei-Lübbe, 2008, Übersetzer Michael Neuhaus, ISBN 3-404-24367-6.
- Reunion (2001)

Die Echsenwelt. Bastei-Lübbe, 2008, Übersetzer Michael Neuhaus, ISBN 3-404-24375-7.
- Flinx’s Folly (2003)

Die Stimme des Nichts. Bastei-Lübbe, 2008, Übersetzerin Angela Koonen, ISBN 3-404-24378-1.
- Sliding Scales (2004)

Flucht ins Chaos. Bastei-Lübbe, 2009, Übersetzer Michael Kubiak und Kerstin Fricke, ISBN 3-404-24384-6.
- Running from the Deity (2005)

Sternengötter. Bastei-Lübbe, 2009, Übersetzerin Kerstin Fricke, ISBN 3-404-24387-0.
- Trouble Magnet (2006)

Nichts als Ärger. Bastei-Lübbe, 2010, Übersetzerin Kerstin Fricke, ISBN 3-404-23347-6.
- Patrimony (2007)

Patrimonium. Bastei-Lübbe, 2010, Übersetzerin Kerstin Fricke, ISBN 3-404-24394-3.
- Flinx Transcendent (2009)

Die Spur der Tar-Aiym. Bastei-Lübbe, Übersetzerin Kerstin Fricke, 2011, ISBN 3-404-20077-2.
- Strange Music (2017)

Die ersten drei bei Heyne erschienenen Romane mit Flinx als Hauptfigur (Das Tar-Aiym-Krang, Der Waisenstern und Der Kollapsar) sind auch als Sammlerausgabe erschienen:
Homanx Eins. Heyne, 1985, ISBN 3-453-31199-X (3 TBs im Schuber)
Wegen der Beliebtheit der Romane um Flinx erschien sogar eine Sonderausgabe, die neben den oben genannten drei Romanen (die frühe Homanx-Trilogie) zusätzlich noch den Roman Flinx enthält:
Flinx’ Abenteuer. Heyne, 1992, ISBN 3-453-06193-4.
Pip-und-Flinx-Kurzgeschichten:
Snake Eyes (Schlangenaugen) erschien im Erzählungsband Who Needs Enemies?, die Geschichte Sideshow im Band Impossible Places und die Geschichte Growth im Band Exceptions To Reality.
Eissegler-Trilogie
Diese Trilogie spielt zeitlich parallel zu den Büchern The Tar-Aiym Krang, Orphan Star und For Love of Mother-Not. Die Verbindungen bleiben dabei jedoch beschränkt auf ein Videogespräch von Ethan Frome Fortune mit seinem Chef Maxim Malaika in The Deluge Drivers, wobei Flinx kurz, wenngleich nicht namentlich erwähnt wird. Außerdem reist Skua September nach den Ereignissen dieser Trilogie nach Alaspin, wo er in The End of the Matter Flinx trifft.
- Icerigger (1974)

Die Eissegler von Tran-Ky-Ky. Heyne, 1978, Übersetzer Heinz Nagel, ISBN 3-453-30497-7.
- Mission to Moulokin (1979)

Die Moulokin-Mission. Heyne, 1981, Übersetzer Heinz Nagel, ISBN 3-453-30678-3.
- The Deluge Drivers (1987)

Die Fahrt der Slanderscree. Heyne, 1989, Übersetzer Ralph Tegtmeier, ISBN 3-453-03489-9.
Die Trilogie ist zusätzlich als Sammelband erschienen:
Eissegler. Heyne, 1996, ISBN 3-453-09468-9.

### Romanzyklen
Spellsinger / Bannsänger
- Vol. 1: Spellsinger (1981)

Band 1: Bannsänger. Heyne, 1986, Übersetzer Leo P. Kreysfeld, ISBN 3-453-31273-2.
- Vol. 2: The Hour of the Gate (1984)

Band 2: Die Stunde des Tors. Heyne, 1986, Übersetzer Leo P. Kreysfeld, ISBN 3-453-31274-0.
- Vol. 3: The Day of the Dissonance (1984)

Band 3: Der Tag der Dissonanz. Heyne, 1986, Übersetzer Leo P. Kreysfeld und Ralph Tegtmeier, ISBN 3-453-31275-9.
- Vol. 4: The Moment of the Magician (1984)

Band 4: Der Augenblick des Magiers. Heyne, 1986, Übersetzer Ralph Tegtmeier, ISBN 3-453-31327-5.
- Vol. 5: The Paths of the Perambulator (1985)

Band 5: Die Pfade des Wanderers. Heyne, 1988, Übersetzer Ralph Tegtmeier, ISBN 3-453-02762-0.
- Vol. 6: The Time of the Transference (1987)

Band 6: Die Zeit der Heimkehr. Heyne, 1988, Übersetzer Ralph Tegtmeier, ISBN 3-453-02763-9.
- Vol. 7: Son of Spellsinger (1993)

Band 7: Der Sohn des Bannsängers. Heyne, 1996, Übersetzer Norbert Stöbe, ISBN 3-453-09477-8.
- Vol. 8: Chorus Skating (1994)

Band 8: Die Entführung der Musik. Heyne, 1996, Übersetzerin Barbara Ostrop, ISBN 3-453-09478-6.
Die beiden ersten Romane erschienen auch als Sammelband:
Band 1+2: Bannsänger / Die Stunde des Tors. Bertelsmann Boulevard, 1998
Inzwischen sind die ersten sechs Romane des Zyklus in zwei Sammelbänden als gebundene Bücher erschienen:
Band 1–3: Bannsänger. Area, 2005, ISBN 3-89996-439-X.
Band 4–6: Bannsänger II. Area, 2006, ISBN 3-89996-395-4.
The Damned / Die Verdammten
- Vol. 1: A Call to Arms (1991)
- Vol. 2: The False Mirror (1992)
- Vol. 3: The Spoils of War (1993)

Dinotopia
- Dinotopia Lost (1996)

Dinotopia – Die Eroberer. Heyne, 1997, Übersetzerin Bärbel Deninger, ISBN 3-453-12464-2.
Die Eroberung von Dinotopia. vgs, 2002, Übersetzerin Bärbel Deninger, ISBN 3-8025-2982-0.
- The Hand of Dinotopia (1997)

Die Gefährten von Dinotopia. vgs, 2002, Übersetzer Florian F. Marzin, ISBN 3-8025-2981-2.
Journeys of the Catechist / Katechisten-Trilogie
- Vol. 1: Carnivores of Light and Darkness (1998)

Band 1: Der Geist des Speers. Heyne, 2001, Übersetzerin Siglinde Müller, ISBN 3-453-19623-6.
- Vol. 2: Into the Thinking Kingdoms (1999)

Band 2: Die gefangene Zeit. Heyne, 2002, Übersetzerin Siglinde Müller, ISBN 3-453-19640-6.
- Vol. 3: A Triumph of Souls (2000)

Band 3: Die Kälte des Schwerts. Heyne, 2002, Übersetzerin Siglinde Müller, ISBN 3-453-19649-X.
Taken-Trilogie / Die Abenteuer des Marcus Walker
- Vol. 1: Lost and Found (2004)

Band 1: Safari. Bastei-Lübbe, 2006, Übersetzer Axel Franken, ISBN 3-404-24350-1.
- Vol. 2: The Light-Years Beneath My Feet (2005)

Band 2: Kriegsrat. Bastei-Lübbe, 2007, Übersetzer Axel Franken, ISBN 3-404-24356-0.
- Vol. 3: The Candle of Distant Earth (2005)

Band 3: Beutejagd. Bastei-Lübbe, 2007, Übersetzer Axel Franken, ISBN 3-404-24359-5.
The Tipping Point / Wendepunkt-Trilogie
- Vol. 1: The Human Blend (2010)

Band 1: Genom. Bastei-Lübbe, Übersetzerin Kerstin Fricke, 2012, ISBN 3-404-20706-8.
- Vol. 2: Body, Inc. (2012)

Band 2: Human. Bastei-Lübbe, 2013, Übersetzerin Kerstin Fricke, ISBN 3-404-20714-9.
- Vol. 3: The Sum Of Her Parts (2012)

Band 3: Signal. Bastei-Lübbe, Dez. 2013, Übersetzerin Kerstin Fricke, ISBN 978-3-404-20733-6.

### Einzelromane
- The Man Who Used the Universe (1983)

Dunkle Mission. Knaur, 1984, Übersetzer Andreas Brandhorst, ISBN 3-426-05789-1.
- The I Inside (1984)

Colligatarch. Heyne, 1986, Übersetzer Heinz Nagel, ISBN 3-453-31350-X.
- Slipt (1984)

El Magico. Heyne, 1986, Übersetzer Heinz Nagel, ISBN 3-453-31362-3.
- Into the Out Of (1986)

Afrikas dunkles Herz. Heyne, 1989, Übersetzer Ralph Tegtmeier, ISBN 3-453-03159-8.
- Glory Lane (1987)

Pfade des Ruhms. Heyne, 1988, Übersetzer Ralph Tegtmeier, ISBN 3-453-03123-7.
- Maori (1988)
- To the Vanishing Point (1988)

Der Highway ins Nichts. Heyne, 1995, Übersetzer Alfons Winkelmann, ISBN 3-453-08570-1.
- Quozl (1989)
- Cyber Way (1990)

Der Cyberweg. Heyne, 1993, Übersetzerin Hilde Linnert, ISBN 3-453-06603-0.
- Cat-a-lyst (1991)

Katzenspiel. Heyne, 1998, Übersetzerin Ulrike Ziegra, ISBN 3-453-13329-3.
- Codgerspace (1992)
- Greenthieves (1994)
- Life Form (1995)
- Design for Great-Day, mit Eric Frank Russell, 1995
- Jed the Dead (1997)
- Parallelities (1998)
- Interlopers (2001)

Herr der Plagen. Bastei-Lübbe, 2004, Übersetzer Ruggero Leò, ISBN 3-404-24323-4.
- Kingdoms of Light (2001)

Am Ende des Regenbogens. Bastei-Lübbe, 2002, Übersetzer Ruggero Leò, ISBN 3-404-20443-3.
- Primal Shadows (2001)
- The Mocking Program (2002)
- Sagramanda (2006)
- Oshenerth (2015)
- Relic (2018)

### Filmbücher
- Luana (1974, Romanfassung von Luana – Der Fluch des weißen Goldes)
- Dark Star (1974)

Reiseziel: Ewigkeit. Bastei-Lübbe, 1977, Übersetzer Jürgen Perkeo, ISBN 3-404-00613-5.
(John Carpenters) Dark Star. Bastei-Lübbe, 1980, ISBN 3-404-24005-7.
- Alien (1979)

Alien – Das unheimliche Wesen aus einer fremden Welt Heyne, 1979, Übersetzer Heinz Nagel, ISBN 3-453-30625-2.
- Aliens (1986)

Alien 2 – Die Rückkehr. Heyne, 1986, Übersetzerin Irene Holicki, ISBN 3-453-02456-7.
- Alien³ (1992)

Alien 3. Heyne, 1992, Übersetzer Thomas Hag, ISBN 3-453-05615-9.
- The Black Hole (1979)

Das Schwarze Loch. Schneider, 1980, Übersetzer Heinz Nagel, ISBN 3-505-08090-X.
- Clash of the Titans (1981)

Kampf der Titanen. Heyne, 1981, Übersetzerin Krista Herkenrath, ISBN 3-453-30715-1.
- Outland (1981)

Outland. Heyne, 1981, Übersetzer Peter Pape, ISBN 3-453-30770-4.
- The Thing (1982)

Das Ding aus einer anderen Welt. Heyne, Übersetzer Heinz Nagel, 1982, ISBN 3-453-01630-0.
- Krull (1983)

Krull. Heyne, 1983, Übersetzerin Hilde Linnert, ISBN 3-453-01831-1.
- The Last Starfighter (1984)

Starfight. Knaur, 1984, Übersetzer Ulrich Mihr, ISBN 3-426-01218-9.
- Starman (1984)

(John Carpenters) Starman. Heyne, 1985, Übersetzerin Eva Malsch, ISBN 3-453-02186-X.
- Shadowkeep (1984, erste Romanadaption eines Computerspiels)

Shadowkeep – das dunkle Land. Heyne, 1987, Übersetzer Malte Heim, ISBN 3-453-00412-4.
- Pale Rider (1985)

Pale Rider – der namenlose Reiter. Heyne, 1985, Übersetzer Joachim Honnef, ISBN 3-453-02275-0.
- Alien Nation (auch als Outer Heat), 1988

Spacecop L.A. 1991. Heyne, 1989, Übersetzer Norbert Stresau, ISBN 3-453-02864-3.
- The Dig (1995, nach einem Computerspiel)

The Dig – Das Rätsel von Cocytus. vgs, 1996, Übersetzer Torsten Dewi und Susanne Menzel, ISBN 3-8025-2436-5.
- The Chronicles of Riddick (2004)
- Transformers (2007)
- Transformers: Ghosts of Yesterday (2007)
- Transformers: The Veiled Threat (2009)
- Terminator: Salvation (2009)

Terminator: Die Erlösung. Heyne, 2009, Übersetzer Ralph Sander, ISBN 978-3-453-52603-7.
- Star Trek. Film Tie-In, 2009

Star Trek. Cross Cult, 2009, Übersetzerin Susanne Döpke, ISBN 978-3-941248-05-2.
- Transformers: Revenge of the Fallen (2009)
- Alien: Covenant. Film Tie-In, 2017

Alien: Covenant. Luzifer Verlag, 2017, Übersetzer Peter Mehler, ISBN 978-3-95835-222-3.
Raumschiff Enterprise – Die neuen Abenteuer
- Star Trek Log One (1974)

Band 1: Todeszone Galaxis. Goldmann, 1993, Übersetzerin Lore Straßl, ISBN 3-442-23660-6.
- Star Trek Log Two (1974)

Band 2: Der Überlebende. Goldmann, 1993, Übersetzerin Lore Straßl, ISBN 3-442-23661-4.
- Star Trek Log Three (1975)

Band 3: Der Venus-Faktor. Goldmann, 1993, Übersetzer Hermann Martlreiter, ISBN 3-442-23662-2.
- Star Trek Log Four (1975)

Band 4: Gefahr im Delta-Dreieck. Goldmann, 1993, Übersetzer Hermann Martlreiter, ISBN 3-442-23663-0.
- Star Trek Log Five (1975)

Band 5: Ums nackte Leben. Goldmann, 1993, Übersetzerin Lore Straßl, ISBN 3-442-23664-9.
- Star Trek Log Six (1976)

Band 6: Mordsache McCoy. Goldmann, 1994, Übersetzerin Lore Straßl, ISBN 3-442-23665-7.
- Star Trek Log Seven (1976)

Band 7: Im Schatten schwarzer Sterne. Goldmann, 1994, Übersetzer Hermann Martlreiter, ISBN 3-442-23666-5.
- Star Trek Log Eight (1976)

Band 8: Himmelfahrtskommando. Goldmann, 1994, Übersetzer Hermann Martlreiter, ISBN 3-442-23667-3.
- Star Trek Log Nine (1977)

Band 9: Ein fataler Fehler. Goldmann, 1994, Übersetzerin Lore Straßl, ISBN 3-442-23668-1.
- Star Trek Log Ten (1978)

Band 10: Die letzte Mission. Goldmann, 1995, Übersetzerin Lore Straßl, ISBN 3-442-23670-3.
Star Wars
- Star Wars: From the Adventures of Luke Skywalker, als George Lucas, 1976 (Erweiterung des Drehbuchs Star Wars: Episode IV A New Hope zum Roman)

Krieg der Sterne. Goldmann, 1976, Übersetzer Tony Westermayr, ISBN 3-442-03633-X.
- Splinter of the Mind’s Eye (1978)

Die neuen Abenteuer des Luke Skywalker (Alternativer Titel: Skywalkers Rückkehr) Goldmann, 1978, Übersetzer Tony Westermayr, ISBN 3-442-03696-8.
- The Approaching Storm (2002)

Ein Sturm zieht auf. Goldmann, 2008, Übersetzer Michael Nagula, ISBN 978-3-442-37093-1.
- Star Wars: The Force Awakens (2015)

Star Wars: Das Erwachen der Macht. Penhaligon Verlag, 2016, Übersetzerin Michaela Link, ISBN 978-3-7645-3156-0.

### Sammlungen
- With Friends Like These (1977)

Meine galaktischen Freunde. Heyne, 1984, Übersetzer Heinz Nagel, ISBN 3-453-30992-8.
- The Metrognome and Other Stories (1990)

Der Metrognom. Heyne, 1998, Übersetzer Ralf Hlawatsch & Silvia Jettkant, ISBN 3-453-13969-0.
- Who Needs Enemies? (1984)

Schlangenaugen. Heyne, 1977, Übersetzerin Susanne Walter, ISBN 3-453-12651-3.
- Montezuma Strip (1995)
- Mad Amos (1996)
- Impossible Places (2002)
- Exceptions To Reality (2008)

### Kurzgeschichten
- Some Notes Concerning a Green Box (1971)

Einige Anmerkungen zu einer grünen Schachtel. In: Meine galaktischen Freunde. Heyne, 1984.
- With Friends Like These … (1971)

Meine galaktischen Freunde. In: Meine galaktischen Freunde. Heyne, 1984.
- Why Johnny Can’t Speed (1971)

California Freeway. In: Meine galaktischen Freunde. Heyne, 1984.
California Highway. In: Josh Pachter (Hrsg.): Top Science Fiction. Heyne SF&F #4352, 1987, ISBN 3-453-00431-0.
- The Emoman (1972)

Der Emomann. In: Meine galaktischen Freunde. Heyne, 1984.
- Space Opera (1973)

Weltraumoper. In: Meine galaktischen Freunde. Heyne, 1984.
- The Empire of T’ang Lang (1973)

Das Reich der T’ang Lang. In: Meine galaktischen Freunde. Heyne, 1984.
- Pipe Dream (1973)

Pfeifenträume. In: Der Metrognom. Heyne, 1998.
- Dream Done Green (1974, auch als Dream Gone Green, 1977)

Vergessene Träume. In: Meine galaktischen Freunde. Heyne, 1984.
- Beyond the Farthest Star (1974)

Jenseits des fernsten Sterns. In: Raumschiff Enterprise – Die neuen Abenteuer 1: Todeszone Galaxis. 1993.
- One of Our Planets Is Missing (1974)

Planet in Gefahr. In: Raumschiff Enterprise – Die neuen Abenteuer 1: Todeszone Galaxis. 1993.
- Yesteryear (1974)

Die Täuschung. In: Raumschiff Enterprise – Die neuen Abenteuer 1: Todeszone Galaxis. 1993.
- A Miracle of Small Fishes (1974)

Das Sardinen-Wunder. In: Meine galaktischen Freunde. Heyne, 1984.
- The Infinite Vulcan (1974)

Spock mal x. In: Raumschiff Enterprise – Die neuen Abenteuer 2: Der Überlebende. 1993.
- The Lorelei Signal (1974)

Planet der Amazonen. In: Raumschiff Enterprise – Die neuen Abenteuer 2: Der Überlebende. 1993.
- The Survivor (1974)

Der Überlebende. In: Raumschiff Enterprise – Die neuen Abenteuer 2: Der Überlebende. 1993.
- In Vino Veritas (1975)
- Passage To Moauv (1975)
- The Crier In Emptiness (1975)
- Mudd’s Passion (1975)

Der Venus-Faktor. In: Raumschiff Enterprise – Die neuen Abenteuer 3: Der Venus-Faktor. 1993.
- Once Upon a Planet (1975)

Es war einmal auf einem Planeten .... In: Raumschiff Enterprise – Die neuen Abenteuer 3: Der Venus-Faktor. 1993.
- The Magicks of Megas-Tu (1975)

Die Zauberer von Megas-tu. In: Raumschiff Enterprise – Die neuen Abenteuer 3: Der Venus-Faktor. 1993.
- More Tribbles, More Troubles (1975)

Und wieder Sorgen mit Tribbles. In: Raumschiff Enterprise: Die neuen Abenteuer 4: Gefahr im Delta-Dreieck. 1993.
- The Terratin Incident (1975)

Zwischenfall auf Terratin. In: Raumschiff Enterprise: Die neuen Abenteuer 4: Gefahr im Delta-Dreieck. 1993.
- Time Trap (1975)

Gefahr im Delta-Dreieck. In: Raumschiff Enterprise: Die neuen Abenteuer 4: Gefahr im Delta-Dreieck. 1993.
- Jihad (1975)

Dschihad. In: Raumschiff Enterprise – Die neuen Abenteuer 5: Ums nackte Leben. 1993.
- The Ambergris Element (1975)

Die Aquaner. In: Raumschiff Enterprise – Die neuen Abenteuer 5: Ums nackte Leben. 1993.
- The Pirates of Orion (1975)

Die Piraten von Orion. In: Raumschiff Enterprise – Die neuen Abenteuer 5: Ums nackte Leben. 1993.
- Swamp Planet Christmas (1976)

Weihnachten auf dem Sumpfplaneten. In: Schlangenaugen. Heyne, 1997.
- The Horror on the Beach (1976)
- Albatross (1976)

Die Anklage. In: Raumschiff Enterprise – Die neuen Abenteuer 6: Mordsache McCoy. Heyne, 1994.
- How Sharper Than a Serpent’s Tooth (1976)

Schmerzvoller denn einer Schlange Zahn .... In: Raumschiff Enterprise – Die neuen Abenteuer 6: Mordsache McCoy. Heyne, 1994.
- The Practical Joker (1976)

Der Witzbold. In: Raumschiff Enterprise – Die neuen Abenteuer 6: Mordsache McCoy. Heyne, 1994.
- He (1976)

Er. In: Meine galaktischen Freunde. Heyne, 1984.
- Polonaise (1976)

Polonaise. In: Meine galaktischen Freunde. Heyne, 1984.
- Ye Who Would Sing (1976)

Die Glockenbäume. In: Meine galaktischen Freunde. Heyne, 1984.
- Wolfstroker (1977)

Wolfsmusik. In: Meine galaktischen Freunde. Heyne, 1984, und in Ikarus 2002, hrsg. v. W. Jeschke, Heyne, 2002

- Bystander (1978)

Der Beobachter. In: Schlangenaugen. Heyne, 1997.
- Snake Eyes (1978)

Schlangenaugen. In: Schlangenaugen. Heyne, 1997.
- The Chair (1979, mit Jane Cozart)

Der Stuhl. In: Der Metrognom. Heyne, 1998.
- Gift of a Useless Man (1979)

Das Geschenk eines Taugenichts. In: Isaac Asimovs Science Fiction Magazin 9. Folge. Heyne, 1981.
Das Geschenk eines nutzlosen Mannes. In: Schlangenaugen. Heyne, 1997.
- The Metrognome (1979)

Der Metrognom. In: Der Metrognom. Heyne, 1998.
- Thrust (1979)

Schub. In: Der Metrognom. Heyne, 1998.
- Why Johnny Can’t Speed (1979) [graphic format]
- What Do the Simple Folk Do … ? (1979)

Was treibt das einfache Volk?. In: Schlangenaugen. Heyne, 1997.
- The Inheritance (1981)

Das Erbe. In: Der Metrognom. Heyne, 1998.
- Communication (1981)
- The Dark Light Girl (1981)

Die strahlende Schönheit. In: Isaac Asimovs Science Fiction Magazin 16. Folge. Heyne, 1982.
- Surfeit (1982)

Das Ungeheuer. In: Isaac Asimov, Alice Laurance (Hrsg.): Spekulationen. Heyne SF&F #4274, 1986, ISBN 3-453-31254-6.
Monströs. In: Schlangenaugen. Heyne, 1997.
- The Last Run (1982)

Das letzte Rennen. In: Schlangenaugen. Heyne, 1997.
- Wu-Ling’s Folly (1982)

Wu-Lings Torheit. In: Josh Pachter (Hrsg.): Top Fantasy. Heyne SF&F #4353, 1987, ISBN 3-453-00433-7.
- Instant With Loud Voices (1982)
- Village of the Chosen (1983)

Stadt der Erwählten. In: Schlangenaugen. Heyne, 1997.
- Witchen Woes (1983)
- Running (1983)

Laufen. In: Der Metrognom. Heyne, 1998.
- Thunder Mother (1983, auch als Mother Thunder, 1983)

Mutter Donner. In: Der Metrognom. Heyne, 1998.
- Operator Assisted Calls Are Charged at a Higher Rate (1983)

Für handvermittelte Telefonverbindungen gelten höhere Gebühren. In: Der Metrognom. Heyne, 1998.
- Unamusing (1984)

Langweilig. In: Der Metrognom. Heyne, 1998.
- Ferrohippus (1984)
- Collectible (1985)

Sammlung. In: Der Metrognom. Heyne, 1998.
- Batrachian (1985)

Frosch. In: Der Metrognom. Heyne, 1998.
- Pleistosport (1986)

Pleistosport. In: Der Metrognom. Heyne, 1998.
- The Thunderer (1987)

Der Donnerer. In: Der Metrognom. Heyne, 1998.
- Norg Gleeble Gop (1987)

Norg glieble gop. In: Der Metrognom. Heyne, 1998.
- Sanctuary (1988, als James Lawson)
- Dance on a Forgotten Shore (1988, mit Sally McBride)

Tanz auf einsamem Strand. Ronald M. Hahn (Hrsg.): In Video Veritas. Heyne SF&F #4621, 1989, ISBN 3-453-03492-9.
- Jackalope (1989)
- The Chrome Comanche (1990)
- The Tessellated Tetrahexahedral Yellow Rose of Texas (1990)

Die tessellierte terahexaedrische Gelbe Rose von Texas. In: Der Metrognom. Heyne, 1998.
- Diesel Dream (1991)
- Agrarian Deform (1991)
- Heartwired (1992, als James Lawson)
- Lay Your Head on My Pilose (1992)
- Having Words (1992)
- Lethal Perspective (1992)
- What You See … (1992)
- Gagrito (1993, als James Lawson)
- Laying Veneer (1993)
- We Three Kings (1993)
- Hellado (1993, als James Lawson)
- Betcha Can’t Eat Just One (1993)
- Our Lady of the Machine (1994, auch als NASA Sending Addicts to Mars!, 1994)
- The Kiss (1995)
- Empowered (1995)
- The Purl of the Pacific (1995)
- The Impossible Place (1996)
- Neither a Borrower Be … (1996)
- Silent Songs in Stone (1997)
- The Boy Who Was a Sea (1997)
- Undying Iron (1997)
- The Kindness of Strangers (1998)
- The Question (1998)
- Procrastinator (1998)
- Pein bek Longpela Telimpon (1999)
- Suzy Q (1999)
- The Little Bits That Count (1999)
- The Muffin Migration (2000)
- Chauna (2000)
- At Sea (2000)
- The Short, Laboured Breath of Time (2001)
- The Killing of Bad Bull (2001)
- Wait-a-While (2001)
- A Fatal Exception Has Occurred At … (2002)
- Fitting Time (2002)
- Sideshow (2002)
- Basted (2002)
- The White Hotel (2004)
- Redundancy (2004)
- Appendix: Historians’ Note on Pre-Necroism (2004)
- Panhandler (2004)
- Serenade (2004)
- Two Cents Worth (2004)
- The Frog and the Mantas (2005)
- Ali Babette (2005)
- The Last Akialoa (2005)
- The Man Who Knew Too Much (2006)
- Perception (2006)
- Venting (2006)
- Chilling (2006)
- Mid-Death (2006)
- Mr. Death Goes to Washington (2006)
- Food Fight (2006)
- The Eccentric (2007)
- Unnatural (2007)
- Dark Blue (2007)
- Consigned (2007)
- Overcast (2008)
- Growth (2008)
- Rate of Exchange (2008)
- Ah, Yehz (2008)
- Cold Fire (2008)
- Pardon Our Conquest (2009)
- Free Elections (2010)
- Pike’s Peak (2011)
- Ghost Wind (2011)
- Box of Oxen (2011)
- That Creeping Sensation (2011)
- The Steel Princess (2011)
- Claim Blame (2012)
- Rural Singularity (2013)
- Kabu Kabu (2013, mit Nnedi Okorafor)
- Seasoning (2014)
- Holy Jingle: A Mad Amos Malone Tale (2014)
- Green They Were, and Golden-Eyed (2014)
- Bait (2015)
- Castleweep (2016)
- Our Specialty Is Xenogeology (2017)
- The Treefold Problem (2017)
- A Mountain Man and a Cat Walk into a Bar (2017)
- Ten and Ten (2018)
- Stuck (2018)
- Pressure (2018)
- Fetched (2019)
- Valentin Scharffen and the Code of Doom (2019)
- Leftovers (2020)
- Exchange of Perspective (2020)
- The Treasure of the Lugar Morto (2020)
- Evacuation (2020)
- Update: F-2 (2020)
- Among the Cannibals (2022)